# Antoine Claire Thibaudeau

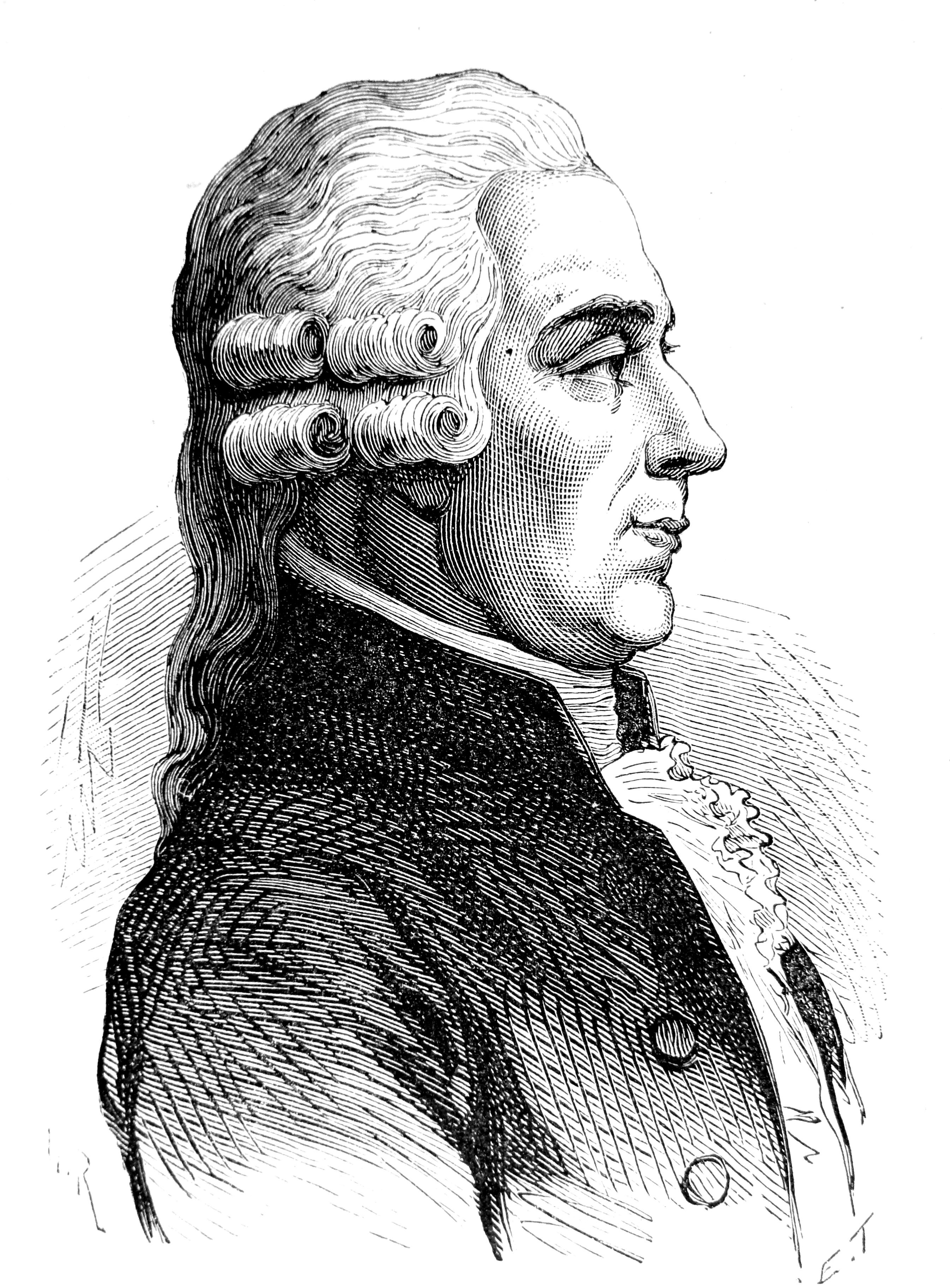
Antoine Claire Thibaudeau

Antoine Claire Thibaudeau (* 23. März 1765 in Poitiers; † 8. März 1854 in Paris) war ein französischer Politiker und Historiker.

## Leben
Antoine Claire Thibaudeau war ein Sohn des in Poitiers tätigen Anwalts Antoine de Thibaudeau (1739–1813). Er wurde 1787 selbst in Poitiers als Anwalt zugelassen. 1789 begleitete er seinen Vater, als dieser als Deputierter des Dritten Standes zu den Generalständen nach Versailles ging. Der nun ausbrechenden Französischen Revolution schloss er sich begeistert an, kehrte aber nach dem am 5./6. September 1789 erzwungenen Umzug König Ludwigs XVI. nach Paris in seine Heimatstadt Poitiers zurück und gründete dort einen revolutionären Verein. 1790 wurde er zum Gemeinde-, sodann zum Départements-Prokurator und 1792 zum Deputierten des Nationalkonvents gewählt.
In der Folge schloss sich Thibaudeau der Bergpartei an, stimmte für die Hinrichtung Ludwigs XVI. und verwarf jede Appellation an das Volk sowie jede Verzögerung in der Vollziehung des Urteils. Trotz der Entschiedenheit seiner republikanischen Gesinnung erregte er Misstrauen, da er nicht dem Jakobinerclub beitreten wollte. Bei seiner Sendung in die westlichen Départements im Mai 1793 zeigte er eine für jene Zeit ungewöhnliche Milde und wurde daher nach dem Sturz der Girondisten (Anfang Juni 1793) nach Paris zurückgerufen. Während der Terrorherrschaft wurden sein Vater und mehrere seiner Verwandten als des Föderalismus verdächtig ins Gefängnis geworfen. Er setzte alles daran, seine Verwandten zu retten und wäre dabei fast selbst der Guillotine zum Opfer gefallen. Zu Robespierres Sturz trug er im Konvent selbst wenig bei, hatte aber seit längerer Zeit durch Wort und Schrift im Volk darauf hingewirkt.
Nach Robespierres Sturz am 9. Thermidor (27. Juli 1794) trat Thibaudeau mit Festigkeit auf die Seite der Gemäßigten und gewann solchen Einfluss, dass er die Rückberufung der Girondisten einleiten, die Restitution ihrer Güter fordern und die Abschaffung vieler blutigen Gesetze durchsetzen konnte. Er beschäftigte sich auch mit Bildungsangelegenheiten und der Organisation des Louvre. Im März 1795 wurde er zum Präsidenten des Konvents gewählt und bewies als solcher viel Energie bei den Unruhen der Jakobiner am 12. Germinal (1. April 1795). Daraufhin wurde er Mitglied des Sicherheitsausschusses und am 1. September 1795 Mitglied des Wohlfahrtsausschusses.
War Thibaudeau beim Prairialaufstand vom 20. Mai 1795 und bei der royalistischen Erhebung vom 13. Vendémiaire (5. Oktober 1795) den Auswüchsen republikanischer Anarchie entgegengetreten, so tat er dies nun nicht minder in Bezug auf die royalistischen Intrigen von Tallien, Fréron und anderen früheren Jakobinern, welche die Vollendung und Einführung der Konstitution vom Jahr III (nach dem Revolutionskalender) zu hindern suchten. Er war so populär geworden, dass ihn gleichzeitig 32 Départements  in den Rat der Fünfhundert wählten, dessen Präsident er am 20. Februar 1796 für einen Monat wurde. Doch sein Bestreben, die blutigen Revolutionsgesetze vollends aufzuheben, sein offenes Auftreten auf der Rednertribüne gegen die Intrigen der Jakobiner, gegen die Diebstähle der Agenten der Direktorialregierung, namentlich gegen die Operationen der Kompanie Dijon,  sein Widerstreben gegen jeden Staatsstreich machten ihn des Royalismus verdächtig. Das Direktorium setzte ihn nach dem Staatsstreich des 18. Fructidor V (4. September 1797) auf die Deportationsliste. Den Bemühungen einiger seiner Freunde, namentlich Boulays de la Meurthe, gelang es jedoch, ihn zu rehabilitieren. Thibaudeau blieb Mitglied des Rats der Fünfhundert bis zum Mai 1799, wo keine der Neuwahlen auf ihn fiel.
Daraufhin nahm Thibaudeau die Praxis als Anwalt wieder erfolgreich auf. Der Staatsstreich des 18. Brumaire VIII (9. November 1799) führte ihn abermals auf den politischen Schauplatz. Napoleon Bonaparte ernannte ihn am 27. Februar 1800 zum Präfekten des Département Gironde und verschaffte ihm im gleichen Jahr wegen seiner juristischen Kenntnisse einen Sitz im Staatsrat. Als solcher beteiligte er sich an der Ausarbeitung des Code civil. Zu diesem Zeitpunkt besaß er Napoleons Vertrauen und unterstützte ihn rückhaltlos. Aber er verbarg nicht völlig seine Missbilligung der Gründung der Ehrenlegion sowie der Einführung des Konkordats und des Konsulats auf Lebenszeit. Seine Ernennung zum Präfekten des Départements Bouches-du-Rhône 1803 und die damit verbundene Verbannung aus Paris bedeutete, dass er doch etwas in Ungnade gefallen war. Immerhin wurde er 1804 zum Kommandeur der Ehrenlegion ernannt sowie am 20. August 1809 zum Ritter und am 31. Dezember des gleichen Jahres zum Grafen des Kaiserreichs erhoben.
Nach der ersten Restauration der Bourbonen 1814 verlor Thibaudeau seinen Prosten des Präfekten des Départements Bouches-du-Rhône und zog sich ins Privatleben zurück. Während Napoleons Herrschaft der Hundert Tage wurde er wiederum zum Staatsrat, zum kaiserlichen Kommissar der sechsten Militärdivision und zum Mitglied der Pairskammer ernannt. In letzterer Eigenschaft beteiligte er sich eifrig an der gegen die Rückkehr der Bourbonen gerichteten Adresse an das französische Volk. Zwar kam diese Adresse nicht zustande, doch war seine Tätigkeit für diese zu sehr bekannt, als dass er nach der zweiten Restauration der Bourbonen im Juni 1815 in Frankreich hätte bleiben können, da er sich überdies als Königsmörder in dem Verbannungsdekret Ludwigs XVIII. vom 24. Juli 1815 mit inbegriffen sah.
Thibaudeau floh mit seinem Sohn in die Schweiz, wo er in Lausanne auf Befehl des Erzherzogs Johann von Österreich eingesperrt wurde.  Danach wurde er nach Basel und Freiburg gebracht und nach einmonatiger Haft in Colmar interniert, das damals die Österreicher besetzt hielten. Er erhielt dann einen österreichischen Pass für die Reise nach Prag. 1819 durfte er nach Wien übersiedeln, ging dann nach Augsburg und 1823 nach Brüssel. Nach der Julirevolution von 1830 kehrte er nach Frankreich zurück. Nach dem Staatsstreich Napoleons III. vom 2. Dezember 1851 ernannte ihn Letzterer 1852 zum Senator und im folgenden Jahr zum Großoffizier der Ehrenlegion. Er starb am 8. März 1854 im Alter von 89 Jahren in Paris.
Thibaudeau verfasste u. a. folgende historische Schriften:
- Mémoires sur la Convention et le Directoire, 2 Bände, Paris 1824
- Mémoires sur le Consulat, par un ancien Conseiller d’État, 1799–1804, Paris 1827
- Histoire générale de Napoléon Bonaparte, 5 Bände, Paris 1827–28; deutsch, Stuttgart 1827–30
- Le Consulat et l’Empire, 10 Bände, Paris 1835; 2. Auflage 1837–38
- Histoire des États généraux et des institutions représentatives en France, 2 Bände, Paris 1843

Nach Thibaudeaus Tod erschien:
- Ma biographie, mes mémoires 1765–92, Paris 1875